# مقاطعة بلدية سفينيتشونيس
مقاطعة بلدية سفينيتشونيس (بالاتينية: Švenčionys ) ، وهي واحدة من البلديات الستين الموجودة في ليتوانيا.  

## علاقات خارجية

### مدن متوأمة- مدن شقيقة
تعد مقاطعة بلدية سفينيتشونس مدينة متوأمة مع المدن التالية:
- سودنيكا ، بولندا